# Jehuda Amichaj
Jehuda Amichaj (hebr. יהודה עמיחי, właśc. Ludwig Pfeuffer; ur. 3 maja 1924 w Würzburgu, zm. 22 września 2000 w Jerozolimie) – izraelski poeta tworzący po hebrajsku.
Urodził się w rodzinie ortodoksyjnych Żydów. Wydał wiele tomów poezji, dwie powieści, tom opowiadań, tom dramatów i słuchowisk. W języku polskim ukazał się wybór jego wierszy pt. Koniec sezonu pomarańczy oraz tom Otwarte zamknięte otwarte.

## Życiorys
W 1935 roku wyemigrował wraz z rodziną do Palestyny. Zamieszkał początkowo w Petach Tikwie, potem w Jerozolimie, gdzie mieszkał do końca życia. W 1942 zerwał z religijnością. Jako ochotnik walczył podczas II wojny światowej w Brygadzie Żydowskiej Armii Brytyjskiej w Północnej Afryce i we Włoszech. Uczestniczył w przemycie broni i działał w związku „Alija Bet”. Walczył w wojnie o niepodległość w 1948 roku. Po wojnie studiował na Uniwersytecie Hebrajskim literaturę hebrajską i biblistykę. W 1965 roku został „odkryty” przez Teda Hugesa, który przetłumaczył kilka jego książek.

## Dzieła
- Acharej milchamot riszonot we-ahawot riszonot (Po pierwszych wojnach i pierwszych miłościach; wiersze 1948)
- Achszaw u-wa-jamim ha-acherim (Teraz i kiedy indziej; wiersze, 1955)
- Be-merchak sztej tikwot (Na odległość dwóch nadziei; wiersze, 1958)
- Ba-gina ha-ciburit (W ogrodzie miejskim; wiersze, 1959)
- Ba-ruach ha-nora ha-zot (Na tym strasznym wietrze; opowiadania, 1961)
- Szirim 1948–1962 (Wiersze 1948–1962, 1962)
- Masa le-Ninwe (Podróż do Niniwy; dramat, 1962)
- Lo mi-kan we-lo mi-achszaw (Nie z tego miejsca i nie z tego czasu; powieść autobiograficzna, 1963)
- Pa'amonim we-rakawot (Dzwony i koleje; dramaty i słuchowiska, 1968)
- Achszaw be-ra'asz: szirim 1963–1968 (Teraz w hałasie; wiersze, 1969)
- We-lo al mnat lizkor (Nie dla pamięci; wiersze, 1971)
- Mi iteneni malon (Kto mi da schronienie; proza, 1971)
- Meachorej kol ze mistater oszer gadol (Za tym wszystkim kryje się wielka radość; wiersze, 1974)
- Ha-zman (Czas; wiersze, 1977)
- Szalwa gdola: sze'elot u-t-szuwot (Wielka cisza: pytania i odpowiedzi; wiersze, 1980).
- Miwchar szirim (Wybór wierszy; wiersze, 1981)
- Sza'at ha-chesed (Godzina łaski; wiersze, 1982)
- Me-adam ata we-el adam taszuw (Z człowieka jesteś i do człowieka powrócisz; wiersze, 1985)
- Gam ha-egrof haja pa'am jad ptucha we-ecbaot (I pięść była kiedyś otwartą dłonią; wiersze, 1989)
- Nof galui ejnajim (Krajobraz w otwartych oczach; wiersze, 1992)
- Achziw, Kejsaria we-ahawa achat (Achziw, Cesarea i jedna miłość; wiersze, 1996)
- Patuach sagur patuach (Otwarte zamknięte otwarte; wiersze, 1998)

### Publikacje w języku polskim
- Koniec sezonu pomarańczy : wybór wierszy. Przeł. z hebrajskiego Tomasz Korzeniowski. Warszawa : Świat Literacki, 2000.
- Otwarte zamknięte otwarte [Tytuł oryginału: Patuach sagur patuach]. Przeł. z hebrajskiego Tomasz Korzeniowski. Wrocław : Oficyna Wydawnicza Atut, 2017.